# Spécialiste gaucher
Au baseball, un spécialiste gaucher (left-handed specialist) est un lanceur gaucher utilisé en relève dans des situations précises, généralement pour n'affronter qu'un frappeur adverse ou deux avant d'être retiré de la partie.

## Définition
Idéalement, une rotation de lanceurs dans une équipe de baseball ne doit pas être exclusivement composée de droitiers ou, à l'inverse de gauchers. La possibilité d'utiliser un lanceur ou un autre selon la main par laquelle il lance et selon les circonstances fait partie intégrante de la stratégie de ce sport. Tous les lanceurs gauchers ne deviennent pas des « spécialistes gauchers »,  mais les équipes professionnelles aiment bien attribuer ce rôle informel à un de leurs releveurs. Celui-ci sera appelé dans la partie pour remplacer un lanceur et n'affrontera qu'un petit nombre de frappeurs, parfois seulement un, selon les forces et faiblesses du frappeur adverse, qui peut connaître plus ou moins de succès contre un lanceur lançant de cette main.
Généralement, le spécialiste gaucher sera opposé à un frappeur gaucher. Mais il peut aussi être opposé à un frappeur droitier ou ambidextre reconnu moins doué contre ceux qui lancent de la gauche. Cette stratégie est bien décrite par le surnom que l'on donne parfois en anglais au spécialiste gaucher : « LOOGY », acronyme pour Lefty One-Out GuY, ce qui peut se traduire par « gaucher pour un seul retrait ». Cet acronyme aurait été créé par le journaliste sportif John Sickels.

## Prévalence et exemples de spécialistes gauchers

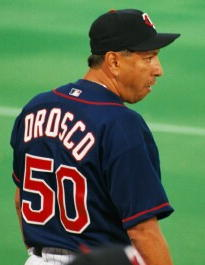
Jesse Orosco.

Jesse Orosco, qui joua dans la Ligue majeure de baseball de 1979 à 2003, est un excellent exemple de lanceur ayant connu une brillante carrière comme spécialiste gaucher. Il compte à peine un peu plus de manches lancées (1295 et un tiers) que de parties jouées (1252) en carrière. De 1991 à 2003, il ne lança jamais plus d'une manche en moyenne.
Les spécialistes gauchers ont commencé à être remarqués dans la Ligue majeure de baseball à partir du début des années 1990, avant que leur usage devienne plus fréquent dans la décennie suivante. The Hardball Times considère Leo Kiely comme le premier spécialiste gaucher, pour les Athletics de Kansas City en 1960, mais remarque une grande augmentation du nombre de releveurs utilisés dans ce rôle à partir de 1986 et 1987. Jesse Orosco et John Candelaria sont considérés parmi les premiers exemples à partir des années 1980, puis Mike Myers dans la décennie suivante. Tony Fossas, qui ne compte que 415 manches et deux tiers lancées en 567 matchs entre 1988 et 1999, est souvent considéré comme le premier spécialiste gaucher notable.
Dans la décennie 2010, Javier López, Joe Thatcher, Boone Logan, Clay Rapada, Matt Thornton et Randy Choate sont quelques exemples de spécialistes gauchers lançant en Ligue majeure de baseball.

## Spécialiste droitier?
On ne parle pas de « spécialistes droitiers », probablement parce que les droitiers sont plus nombreux que les gauchers (environ 3 droitiers pour un gaucher), même si en pratique un droitier pourra être amené dans un match en fonctions des succès ou insuccès d'un frappeur face à un certain type de lanceur. Les lanceurs gauchers étant moins nombreux, un frappeur en affronte moins dans sa carrière et a aussi moins d'occasions de parfaire sa technique contre eux.